# Exónimo
Un exónimo es la denominación con la que una comunidad de hablantes se refiere a otro grupo humano o a sus miembros (sin que coincida con el etnónimo que ese otro grupo se da a sí mismo). También es la denominación que una comunidad da a un lugar que se encuentra fuera del ámbito de influencia de su propia lengua. Por el contrario, se conoce como endónimo a la forma con la que los habitantes del lugar referido se refieren a él en la lengua autóctona.
Esta palabra es un tecnicismo propio del ámbito de la lingüística.
La Real Academia y la Asociación de Academias de la Lengua Española recomiendan el uso de los exónimos tradicionales, y citan como ejemplos
Bucarest,
Esmirna,
Milán,
Nápoles,
Rangún,
Turín, 
y no los extranjerismos
Bucaresti,
Izmir,
Napoli,
Milano,
Yangon y
Torino.
El término español «exónimo» proviene del griego ático
- ἔξω [éxō] (‘fuera de’, ‘en el exterior’) y
- ὄνομα [ónoma] u ὀνόματος [onómatos] en sus variantes dórica y eólica ὄνυμα [ónyma] u ὀνύματος [onýmatos] (‘nombre’).

## Generalidades
Ejemplos clásicos pueden ser
Burdeos por Bordeaux (en francés),
Londres por London (en inglés) o
Múnich por München (en alemán).
Por el contrario, un endónimo es el nombre con el que se conoce un lugar en la lengua autóctona.
Los exónimos son un fenómeno tradicional y habitual en todas las lenguas cultas que sigue plenamente vigente. La mayor parte de los países tienen autoridades (ya sean nacionales o locales) encargadas de fijar el nombre oficial de los accidentes geográficos y entidades administrativas dentro del propio país, sin que tradicionalmente hayan intentado que el resto de lenguas lo adopten literalmente o renuncien a sus propias adaptaciones gráficas o fonéticas.
Sin embargo, recientemente han surgido algunas instancias políticas tanto locales como internacionales que recomiendan que los topónimos se utilicen en su lengua original y que no se creen nuevos exónimos. A tal respecto, es la ONU la que ha propiciado las reuniones de la Conferencia de las Naciones Unidas sobre la Normalización de Nombres Geográficos (United Nations Conference on the Standardization of Geographical Names),Los nombres propios en otros idiomas no llevan cursiva. 
 Según el artículo «Cursiva», publicado en el sitio web Wikilengua: 

Los nombres propios extranjeros, al igual que los españoles, se escriben en redonda:
- Deutschebank
- Foreign Office
- Hannover
- John Wayne
- Qatar Airways

</ref> que formula recomendaciones para proporcionar una nomenclatura geográfica única en todo el mundo. En su labor, dicha comisión se vio obligada a acuñar el término «exónimo», aceptando que existen exónimos tradicionales, firmemente arraigados, en los idiomas nacionales. Aunque los aceptan, recomiendan que para los nuevos nombres geográficos que se han venido creando y los que se creen en el futuro ―especialmente a consecuencia del trasvase de territorios a raíz de la Segunda Guerra Mundial (u otras futuras) y del rechazo a la tradición colonialista en el caso de los países que adquirieron por primera vez su independencia― no se creen nuevos exónimos y se utilice el topónimo oficial.
En contraposición, sus críticos aducen que este tipo de sugerencias son meras declaraciones de intenciones sin consecuencias prácticas, pues la adaptación de nombres es un fenómeno perfectamente normal en casi todas las lenguas que no puede suprimirse por decreto. Algunos lexicógrafos suelen oponerse a esta nueva tendencia de ignorar las adaptaciones (que suele ser adoptada en círculos profesionales, como bibliotecarios, documentalistas o políticos) y siguen considerando obligatorio el uso de los exónimos, tanto tradicionales como de nueva factura, al menos en los ámbitos no oficiales.
El lexicógrafo José Martínez de Sousa (1933-) justifica este criterio de la siguiente forma:

En escritos no profesionales, en la literatura y el periodismo, los exónimos son de uso obligatorio, ya que las formas originales son desconocidas y carecen de entronque con la cultura popular y la fonética de cada lengua. A mayor abundamiento, habría que utilizar ―como de hecho hacen los profesionales mencionados [bibliotecarios y documentalistas]― una serie de signos fonéticos o combinaciones de letras (especialmente en las transcripciones) que el grueso del público desconoce y solo sirven para desorientarle.
José Martínez de Sousa, Manual de estilo de la lengua española, 2007, pág. 371

Por su parte, las academias de la lengua española señalan en la Ortografía de la lengua española (de 2010) que es recomendable seguir utilizando los exónimos tradicionales asentados en idioma español, particularmente cuando el uso por los hispanohablantes sigue siendo vigente. Para las poblaciones mayores (países, regiones o grandes ciudades) se tiende a acuñar nuevos exónimos o bien a adaptar el nombre de estos lugares conforme a las reglas ortográficas del español; sin embargo, tal y como sucede con la antroponimia, para el resto de los topónimos la tendencia por la traducción ha disminuido a lo largo del tiempo, existiendo ahora una predilección por la transferencia de las formas originales.
También puede suceder que una forma tradicional española haya caído en desuso o que haya pasado a considerarse políticamente inadecuada, entonces se fuerza al uso de la forma local, tales son las casos de Bremen (antes Brema), o Ankara (antes Angora).